# 博迪蘇
博迪蘇（1807年—1844年），字佑之，号露庵、祿菴、露菴，博爾濟吉特氏，蒙古正白旗人，清朝官員，进士出身。

## 任職履歷
- 道光十三年（1833年），進士。
- 道光二十年七月六日（1840年8月3日），由翰林院侍讀學士充河南省鄉試正考官。同年十月二十三日（1840年11月16日）調任詹事府詹事。
- 道光二十一年四月十日（1840年5月30日），改授大理寺卿。
- 道光二十三年六月十日（1843年7月7日），由大理寺卿充福建省鄉試正考官。同年七月升都察院左都御史；閏七月改任禮部右侍郎。
- 道光二十四年二月二十六日（1844年4月13日），調任盛京工部侍郎。同年三月因病免職。

## 家庭
- 曾祖一等子爵文都遜。
- 祖父头等侍卫、庫倫辦事大臣德勒克札布。
- 父二等侍衛策齡。母黃廓羅特氏。
- 胞姊博爾濟吉特氏，嫁鑲藍旗滿洲、道光乙未科進士什勒氏春輅。其子咸豐五年乙卯舉人瑞昌；妻高佳氏（父镶黄旗满洲、道光九年（1829年）己丑科进士福淳）。
- 妻卓布齊特氏。
- 子敬昌。妻爱新觉罗氏（父镶红旗满洲、礼部尚书宗室奕纪）。